# 昆明小学生卖淫案
昆明小学生卖淫案是2009年一起发生在中华人民共和国云南省昆明市的治安案件。当地警方认为刘芳芳、刘莉莉姐妹俩涉嫌卖淫，但是昆明法医院出具的证明显示她们的处女膜都完整。警方最后将姐妹父母张安芬、刘仕华以收容卖淫罪告上法庭。